# معطف قصير
المعطف القصير هو نوع من المعاطف أو السترات الموحدة الضيقة، والتي يبلغ طولها إلى الخصر من الأمام ولها ذيول قصيرة في الخلف. استخدم المعطف القصير بدلاً من المعطف المذيل ‏ الطويل في الجيوش الغربية في نهاية القرن الثامن عشر، ولكن تم استبداله بالغلالة في منتصف القرن التاسع عشر.